# Parque nacional Eurimbula

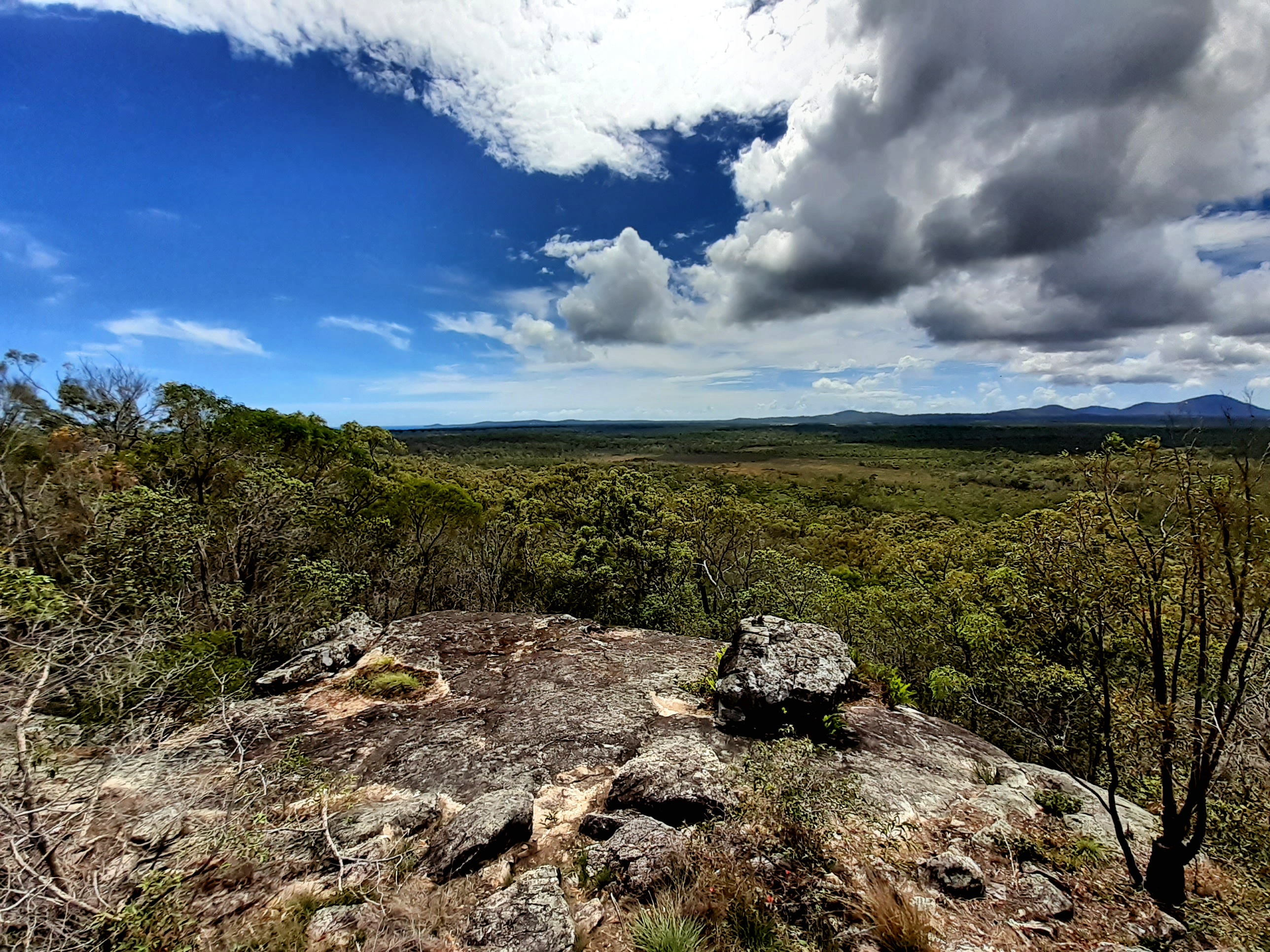
Esta es una vista desde el mirador de Ganoonga Noonga - Parque nacional Eurimbula.

Eurimbula es un parque nacional en Queensland (Australia), ubicado a 112 km al noroeste de Bundaberg y a 411 km al norte de Brisbane.

## Datos
- Área: 125,00 km²
- Coordenadas: 24°10′34″S 151°46′57″E / -24.17611, 151.78250
- Fecha de Creación: 1977
- Administración: Servicio para la Vida Salvaje de Queensland
- Categoría IUCN: II

Véase también:
- Zonas protegidas de Queensland